# Muggsy Bogues
Tyrone Curtis „Muggsy“ Bogues (* 9. Januar 1965 in Baltimore, Maryland, USA) ist ein ehemaliger US-amerikanischer Basketballspieler, der 14 Saisons lang in der NBA als Point Guard eingesetzt wurde. Er spielte im Laufe seiner Karriere für vier Mannschaften und hatte bei den Charlotte Hornets am meisten Erfolg. Vom 3. August 2005 bis zum Januar 2007 war er Trainer der Charlotte Sting in der Women’s National Basketball Association. Muggsy Bogues ist mit einer Körpergröße von 1,60 Meter der kleinste Spieler in der NBA-Geschichte.

## Biografie

### Kindheit und College/Highschool
Tyrone Curtis Bogues wurde im Jahr 1965 in Baltimore geboren. Er besuchte die Dunbar High School in Baltimore und spielte in der dortigen Basketballmannschaft zusammen mit David Wingate, Reggie Williams und Reggie Lewis, die wie er später in die NBA kamen. In den darauffolgenden Jahren spielte Bogues erfolgreich Basketball an der Wake Forest University in Winston-Salem, North Carolina. Im ersten College-Jahr erzielte er einen Schnitt von 11 Punkten, 8 Assists und 3 Steals pro Spiel. Ein Jahr später konnte er seinen Schnitt auf 15 Punkte, 9 Assist und 2 Steals pro Spiel verbessern.
In seinem zweiten College-Jahr an der Wake Forest University hörte er auf zu wachsen. Der 1,60 Meter kleine Bogues gewann in der College-Saison 1986/87 die Auszeichnung „Frances Pomeroy Naismith Award“ für den besten College-Spieler unter 1,70 Meter Körpergröße.

### NBA-Karriere
Im Jahr 1987 wurde Muggsy Bogues als Zwölfter der Basketballmannschaft Washington Bullets in der NBA NBA-Draft 1987 geführt. Bogues spielte an der Seite von Manute Bol, mit 2,29 Meter einer der größten Spieler in der NBA-Geschichte, und erhielt von den Zuschauern bzw. Fans den Spitznamen „Muggsy“ (engl. to mug – ausrauben/stehlen). Wie Bol hatte Bogues vor seiner Rookie-Saison bei den Rhode Island Gulls in der United States Basketball League gespielt und dort eine Berufung ins First Team dieser Liga erhalten. In seiner Rookie-Saison konnte Bogues einen Schnitt von 5,0 Punkten, 5,1 Assists, 1,6 Steals und 1,7 Rebounds erzielen.
Am 22. Juni 1988 wurde Bogues im Expansion Draft von den Charlotte Hornets genommen. Nachdem er nach Charlotte (North Carolina) umzog, konnte er seine Pass- sowie Steal-Fähigkeiten verbessern. In der Saison 1989/90 wurde er mit einem Schnitt von 9,4 Punkten, 10,7 Assists und 2 Steals pro Spiel zum Hornets-Spieler des Jahres gewählt. Bogues gehörte zu den beliebtesten Spielern der Liga, und sein Hornets-Trikot mit der Nummer 1 war jahrelang ein Bestseller.
Bogues konnte mit 170 Steals in der Saison 1991/92 einen neuen Vereinsrekord vorweisen. Zudem hält Bogues den Hornets-Rekord für die meisten Assists in einer Saison (867 in der Saison 1989/90) und einem Spiel (19). Muggsy Bogues ist mit 5.557 Assists und 1.067 Steals All-Time-Leader der Charlotte Hornets.
Am 11. Juli 1997 wechselte Bogues zusammen mit seinem Hornets-Mitspieler Tony Delk zu den Golden State Warriors. Im Gegenzug kam der 1,88 Meter große Point Guard B. J. Armstrong von den Golden State Warriors zu den Charlotte Hornets. Am 23. September 1999 unterschrieb er als Free Agent einen Vertrag und ging für die Saison 1999/2000 zu den Toronto Raptors.

### Coach der Charlotte Sting
Seit seinem Ausstieg aus der NBA im Jahr 2001 war Bogues im Immobilien-Bereich tätig. Vom 3. August 2005 bis zur Auflösung der Mannschaft 2007 war er Cheftrainer der Charlotte Sting in der Women’s National Basketball Association. Seitdem arbeitet er für die Charlotte Hornets als Team-Botschafter und Radiosprecher.

## Medienauftritte
1996 hatte Muggsy Bogues einen Gastauftritt in dem Sportfilm Eddie. Der Film handelt von einem Fan (gespielt von Whoopi Goldberg), der durch einen Wettbewerb zum Coach der New York Knicks erklärt wird.
Im selben Jahr spielte Bogues in dem Zeichentrick/Realfilm-Mix Space Jam mit. In dem Film haben die „Nerdlucks“ das Talent von fünf NBA-Stars (Charles Barkley, Patrick Ewing, Larry Johnson, Shawn Bradley und Muggsy Bogues) gestohlen und wollen nun ein Basketballspiel gegen die „Looney Tunes“ veranstalten. Die Hauptrolle in diesem Fantasyfilm übernimmt die Basketball-Legende Michael Jordan.